# The Weirdos
A The Weirdos egy USA-ból származó punk együttes. Jelenlegi tagok: John Denney, Dix Denney, Jeff Friedl és Bruce Moreland. Rajtuk kívül még többen is megfordultak a zenekarban. 1975-ben alakultak meg Los Angeles-ben. Fennállásuk alatt két nagylemezt jelentettek meg. Egészen a mai napig működnek, habár az évek során többször feloszlottak. Először 1975-től 1981-ig működtek, 1986-ban és 1990-ben összeálltak egy kis időre, ezek után 2004-től 2005-ig voltak fenn, végül 2013-tól kezdve megint együtt vannak és a mai napig jelen vannak.

## Stúdióalbumok
- Condor (1990)
- Live on Radio (2008)